# Uriel Acosta
Uriel Acosta, (prejšnje ime Gabriel da Costa) judovski filozof skepticizma, * 1585, Porto, † 1640, Amsterdam.
Bil je pripadnik skupnosti sefardov. V 11 tezah je leta 1616 napadel judovsko tradicijo, kritiziral odmik od Svetega pisma Stare zaveze, zavračal Talmud, zlasti pojmovanje nesmrtnosti, vstajenja in kazni. Bil je dvakrat izobčen iz judovske skupnosti, nato pa naredil samomor. Napisal je življenjepis Zgled človeškega življenja (Exemplar humanae vitae), ki pa je izšel leta 1687.